# Vordermoos
Vordermoos är en hed i Österrike.   Den ligger i förbundslandet Salzburg, i den centrala delen av landet, 300 km väster om huvudstaden Wien.
Trakten runt Vordermoos består i huvudsak av gräsmarker. Runt Vordermoos är det ganska glesbefolkat, med 29 invånare per kvadratkilometer.